# State Street Subway
Le State Street Subway (parfois appelé Division/State Subway) est un tronçon souterrain du métro de Chicago situé principalement dans le quartier financier du Loop.
Il est long de douze kilomètres, comporte neuf stations et est utilisé par la ligne rouge du métro de Chicago vers 95th/Dan Ryan au sud et vers Howard au nord.

## Historique
Le State Street Subway faisait partie du plan de développement du métro de Chicago présenté dans les années 1930 afin de redévelopper les transports en commun dans le centre-ville et limiter le trafic sur le Loop aérien et de créer un nouvel axe nord-sud.
Le chantier a été financé par le programme New Deal établi durant la grande dépression par le président Roosevelt et allouant des fonds fédéraux aux améliorations dites civiques des villes américaines.

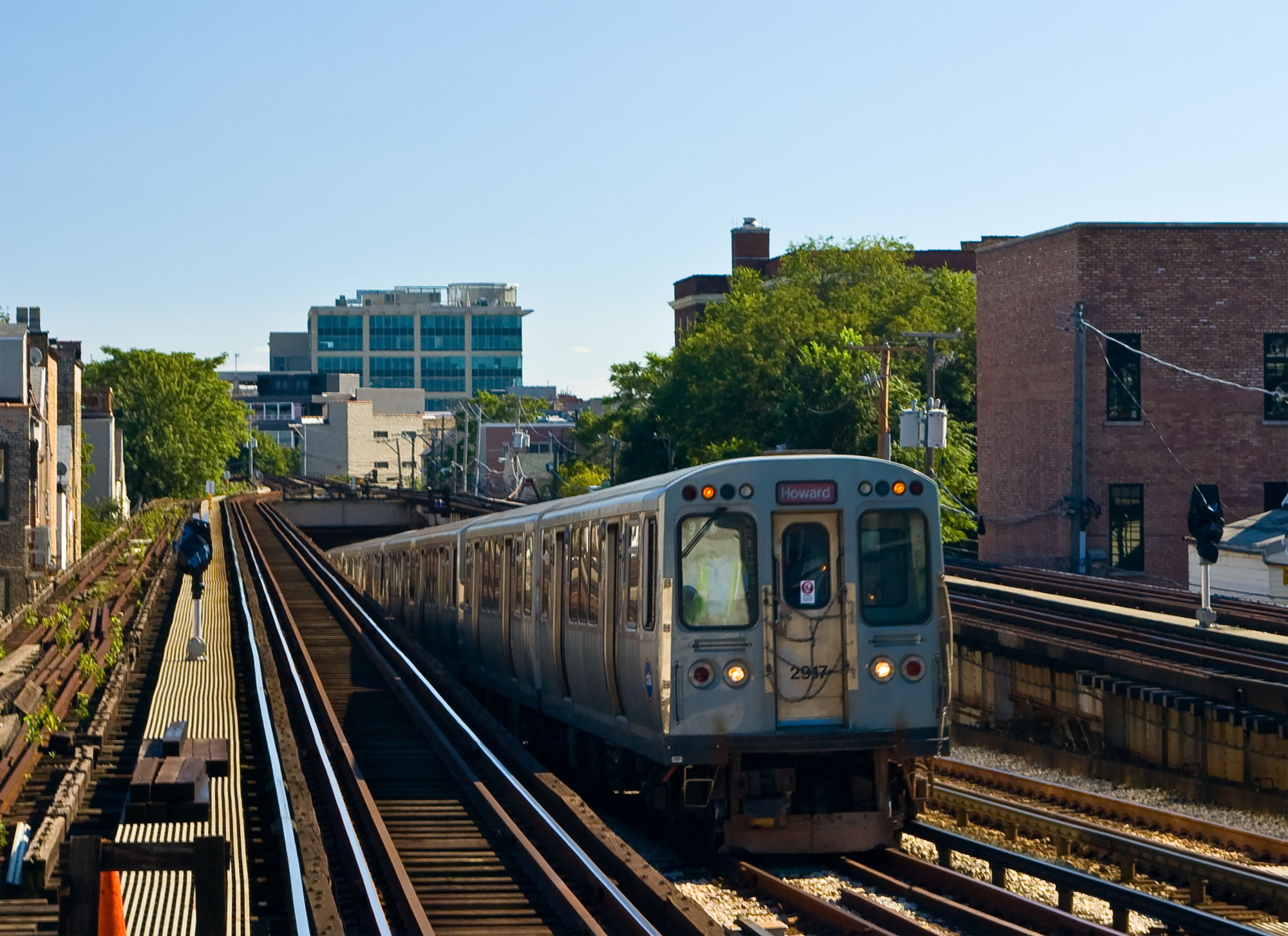
Le Willow Portal, sortie nord du State Street Subway.

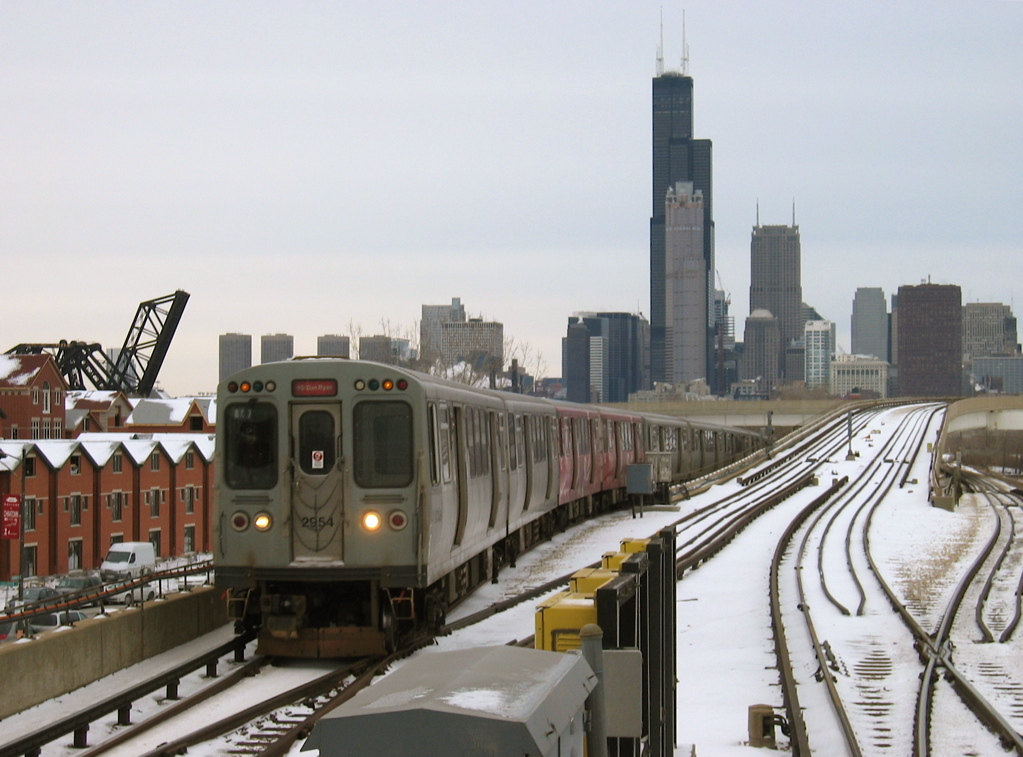
Le Cermak Portal, sortie sud du State Street Subway.

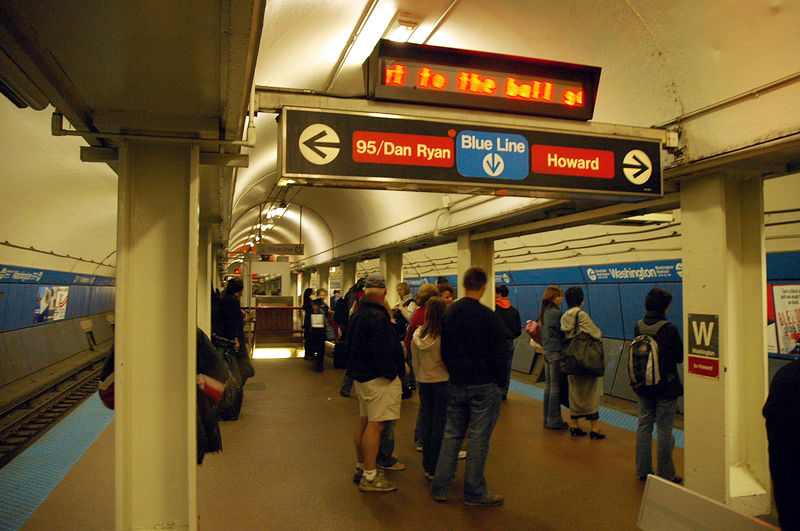
La station Washington fermée en 2006.

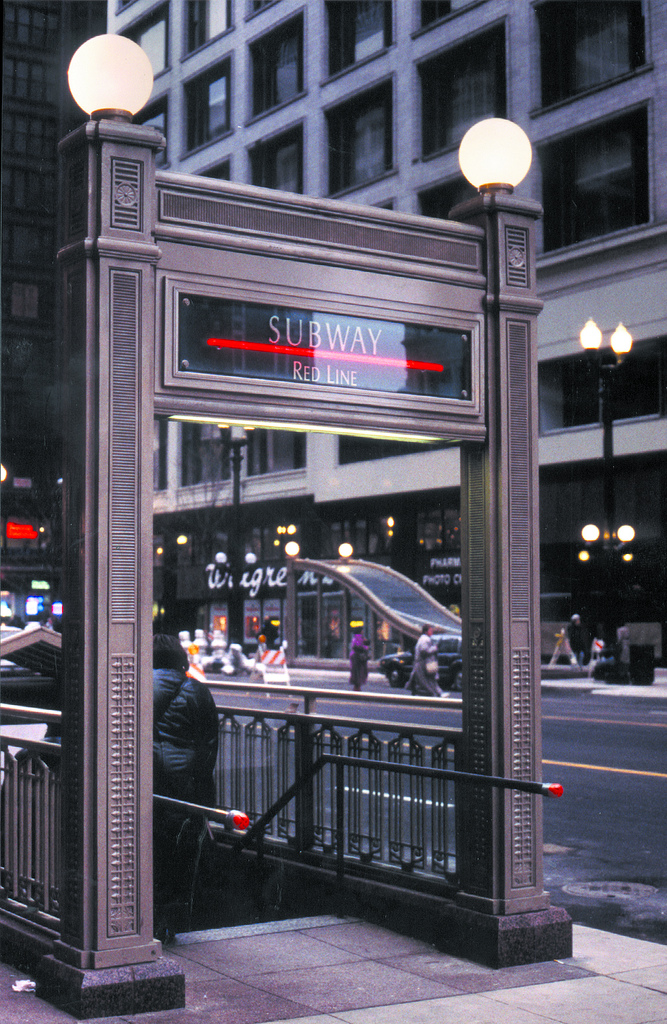
Entrée typique des stations du State Street Subway dans le Loop.

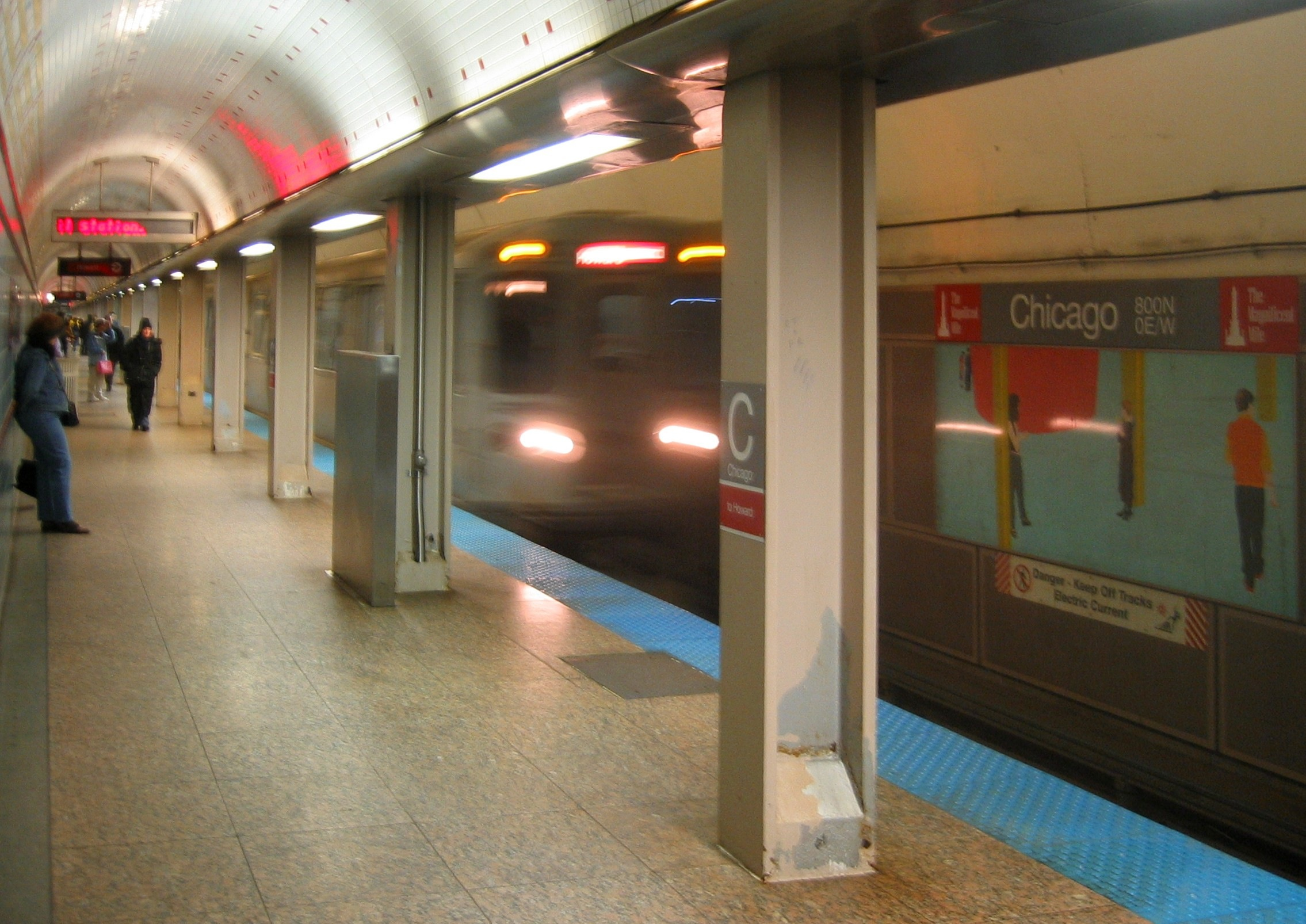
Station Chicago à proximité du 875 North Michigan Avenue.

En 1937 la ville de Chicago a approuvé le prêt pour la construction de deux tunnels de métro, le premier sous State Street et le second sous Milwaukee Avenue et Dearborn Street.
Le samedi 17 décembre 1938, la ville de Chicago lance officiellement le chantier du State Street Subway. Les premiers coups de pioches résonnent au croisement de State Street et de Chicago Boulevard.
Le tunnel a été enfoui profondément dans le sol de Chicago à plus de quinze mètres de profondeur afin d’utiliser sur l'ensemble du chantier la technique du tunnelier.
Le State Street Subway, inspiré de techniques londoniennes, est composé de deux tubes, un pour chaque voie de circulation. Pour passer sous la rivière Chicago, un conduit en acier de 61 mètres a été construit dans un chantier naval de Chicago avant d’être descendu dans une tranchée du lit du fleuve et relié à l'intérieur des tunnels de métro construits le long des berges de la rivière Chicago à l'automne 1939. Les seules sections construites sur base du « cut-and-cover » ont été les stations ouvertes sur le parcours.
Contrairement au Milwaukee-Dearborn Subway, aucun retard n'eut lieu et après cinq ans de construction, le premier métro souterrain de Chicago était prêt à fonctionner.
La ville a organisé son inauguration le 16 octobre 1943 sous l'égide du maire de Chicago Edward Joseph Kelly et le premier service commercial fut assuré dès le lendemain.
Le 31 juillet 1949, deux ans après la prise de pouvoir de la Chicago Transit Authority, le State Street Subway est connecté au nord à la North Side Main Line vers Howard et aux Englewood Branch et Jackson Park Branch au sud (tronçon actuel de la ligne verte).
Le 13 avril 1992, lors de travaux de rénovation du pont de Kinzie Street, de nouveaux pylônes sont posés dans la rivière Chicago. Durant ces travaux, un tunnel abandonné situé sous la rivière (sous State Street) et autrefois utilisé par le chemin de fer souterrain de la Chicago Tunnel Company (CTC), s'est fendu laissant ainsi plus de 250 millions de litres d'eau se déverser dans le métro de Chicago et dans les sous-sols des bâtiments voisins.
La circulation du métro fut immédiatement interrompue et, afin de permettre les réparations nécessaires, plusieurs écluses de la rivière Chicago furent fermées.
Les travaux terminés il fallut encore trois jours pour assurer le nettoyage et la remise en service des voies dans le métro.
Finalement, la ville a assumé la responsabilité de l'entretien des tunnels, et des trappes étanches ont été installées.
Le métro reprit son service le 28 avril 1992, soit dix-huit jours après l'inondation.
Le 21 février 1993, la Chicago Transit Authority modifie son offre de service. Il dénomme la ligne d'après la couleur rouge et dévie désormais les rames au sud de Roosevelt vers 95th/Dan Ryan tandis que l'ancienne desserte de la South Side Main Line est attribuée à la ligne verte. La ligne rouge fonctionne dans son entièreté 24h/24 et 7j/7.
Le 21 mars 1996, la station Lake ouvre officiellement ses portes afin d'offrir une correspondance au Loop à la station State/Lake. Officieusement, l’arrêt à Lake se faisait déjà depuis de nombreuses années mais en alternance avec Washington en fonction de l’heure de la journée (principalement en heure de pointe).
Le 23 octobre 2006, la station Washington ferme ses portes dans le cadre du redéveloppement de la correspondance avec la ligne bleue et une future desserte express de l'aéroport O'Hare. Le projet dénommé Block 37 ne verrait pas le jour avant 2016 selon le Maire Richard M. Daley lors d'une interview accordée au Chicago Tribune en octobre 2010.

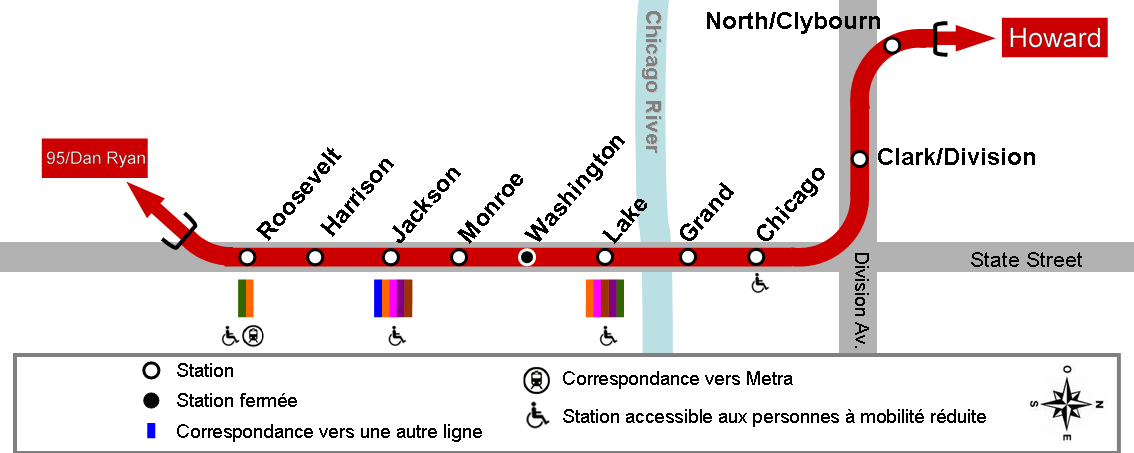
Plan du State Street Subway